# Ravine Gaschet
Ravine Gaschet är ett periodiskt vattendrag i Guadeloupe (Frankrike). Det ligger i den nordöstra delen av Guadeloupe, 50 km nordost om huvudstaden Basse-Terre.